# Teichmann (Familienname)
Teichmann, manchmal auch Teichman, ist ein deutscher Familienname.

## Herkunft und Bedeutung
Teichmann ist ein Wohnstättenname für eine Person, die an einem Teich wohnt.

## Namensträger
- Albert Teichmann (1844–1912), deutscher Rechtswissenschaftler
- Alexander T. Teichmann (* 1952), deutscher Gynäkologe und Geburtshelfer
- Alfred Teichmann (Bauingenieur) (1902–1971), deutscher Bauingenieur und Hochschullehrer
- Alfred Teichmann (Maler) (1903–1980), deutscher Maler
- Andreas Teichmann (Fotograf) (* 1970), deutscher Fotograf
- Andreas Teichmann (Fußballspieler) (* 1970), deutscher Fußballspieler
- Arndt Teichmann (* 1934), deutscher Rechtswissenschaftler und Hochschullehrer
- Arved von Teichman und Logischen (1829–1898), deutscher Generalleutnant
- Axel Teichmann (* 1979), deutscher Skilangläufer
- Bodo Teichmann (1932–2022), deutscher Chemiker, Hochschullehrer und Politiker (SPD)
- Carl Teichmann (Gesandter) (1798–1873), Königlich Hannoverscher Gesandter und Oberhof-Kommissair
- Carl Teichmann (Pastor) (1823–1884), Stadtdekan in Stuttgart
- Carl Teichmann (Ingenieur) (auch: Karl Teichmann; 1838–1900), deutscher Ingenieur und Hochschullehrer
- Carl Philipp Wilhelm Teichmann (1837–1906), evangelisch-lutherischer Pfarrer
- Christian Wilhelm von Teichmann (1747–1816), preußischer Rittmeister und Landrat
- Christoph Teichmann (* 1964), deutscher Jurist und Hochschullehrer
- Christopher Teichmann (* 1995), Schweizer Fußballspieler
- Corinna Halke-Teichmann (* 1957), deutsche Eiskunstläuferin
- Cornelia von Teichman und Logischen (* 1947), deutsche Politikerin (FDP)
- Doris Teichmann (* 1933), deutsche Slawistin
- Edith Teichmann (1921–2018), deutsche Schauspielerin und Synchronsprecherin
- Erich Teichmann (1882 – ?), deutscher Verwaltungsjurist und Regierungspräsident
- Ernst Teichmann (Zoologe) (1869–1919), deutscher Zoologe und Theologe
- Ernst Teichmann (Theologe) (1906–1983), deutscher Theologe
- Fabian Teichmann (* 1992), Autor, Rechtsanwalt und Notar
- Friedrich Teichmann (1783–1863), deutscher Autor, Agrarwissenschaftler
- Gary Teichmann (* 1967), simbabwisch-südafrikanischer Rugby-Union-Spieler
- Gisela Teichmann (1919–2000), deutsche Medizinerin, Kardiologin, Hochschullehrerin
- Grant Teichmann, deutschamerikanischer Basketballspieler
- Hans Teichmann (Komponist, 1888) (1888–1961), deutscher Komponist und Militärmusiker
- Hans Teichmann (Komponist, 1916) (1916–2007), deutscher Komponist, Kirchenmusiker und Musiklehrer
- Hans-Horst Teichmann (* 1930), deutscher Mediziner, Facharzt für Chirurgie und Urologie
- Hanns Teichmann (Hanns Friedrich Teichmann; 1929–2017), deutscher Bauingenieur und Hochschullehrer
- Helfried Teichmann (* 1935), deutscher Psychologe und Psychologischer Psychotherapeut
- Helga Teichmann (* 1927), deutsche Fotografin
- Helmut Teichmann (* 1959), deutscher Jurist und politischer Beamter
- Hermann Teichmann († 1916), deutscher Politiker (NLP) und Unternehmer
- Horst Teichmann (1904–1983), deutscher Physiker und Hochschullehrer
- Ida Teichmann (1875– ?), deutsche Malerin
- Isidoro Teichmann (1918–2009), jüdischer Kämpfer gegen den Nationalsozialismus
- Ivo Teichmann (* 1967), deutscher Politiker (parteilos)
- Ivonne Teichmann (* 1977), deutsche Leichtathletin
- Jakob Teichman (1915–2001), schweizerisch-ungarischer Rabbiner
- Jil Teichmann (* 1997), Schweizer Tennisspielerin
- Johann Ernst Teichmann (1694–1746), evangelischer Pfarrer und Historiker
- Johanna Teichmann (* 1981), deutsche Filmproduzentin
- Jona Teichmann (* 1963), deutsche Journalistin
- Josef Teichmann (* 1972), österreichischer Finanzmathematiker
- Jürgen Teichmann (* 1941), deutscher Physiker, Physikdidaktiker und Museumspädagoge
- Karl von Teichmann (1862–1936), württembergischer Generalleutnant
- Klaus Teichmann (* 1954), deutscher Fußballspieler
- Lars Teichmann (* 1980), deutscher Maler
- Lucius Teichmann (1905–1996), deutscher Franziskaner
- Ludwig Teichmann (1909–1947), deutscher Offizier
- Luis Teichmann (* 1996), deutscher Rettungssanitäter, Autor und Webvideoproduzent
- Petra Teichmann (* 1962), deutsche Badmintonspielerin, siehe Petra Michalowsky
- Richard Teichmann (1868–1925), deutscher Schachspieler
- Robert Teichmann (1867–1942), deutscher Richter
- Roland Teichmann (* 1970), österreichischer Jurist und Kulturmanager
- Sarah Teichmann (* 1975), deutsche Wissenschaftlerin im Bereich Systembiologie und Genetik
- Théodore Teichmann (1788–1867), belgischer Politiker
- Thomas Teichmann (* 1957), deutscher Fußballspieler
- Werner Teichmann (1917–2007), deutscher Mediziner (Gastroenterologe) und Hochschullehrer
- Wilhelm Teichmann (Niklaus Bruck; 1865–1938), deutscher Bibliothekar und Schriftsteller
- Willi Teichmann (1916–1979), deutscher Filmproduktionsleiter
- Wolfgang Teichmann (* 1941), deutscher Chirurg